# Programa de Conciencia Situacional Espacial
El Programa de Conciencia Situacional Espacial o SSA (por el inglés, Space Situational Awareness programme) es un programa de la Agencia Espacial Europea (ESA) para apoyar el acceso europeo al espacio y su utilización de forma independiente, a través de la entrega de información oportuna y precisa sobre el entorno espacial y, particularmente, sobre las posibles amenazas a infraestructuras europeas, ya sean en órbita o en tierra.

## Organización
El programa SSA está dividido en tres segmentos principales:
- Meteorología Espacial (Space Weather, SWE): monitorización del clima espacial del Sol, del viento solar, y de la magnetosfera, ionosfera y termosfera de la Tierra; ya que todo ello puede afectar a las infraestructuras espaciales y terrestres, y poner en riesgo la salud o la vida humana.
- Objetos Próximos a la Tierra (Near Earth Object, NEO): detección de objetos próximos a la Tierra, tales como asteroides y cometas, que pueden potencialmente impactar contra la Tierra.
- Vigilancia Espacial y Seguimiento (Space Surveillance and Tracking, SST): dedicado a vigilancia espacial, seguimiento de satélites artificiales, activos e inactivos, y de basura espacial (a este conjunto de objetos se le conoce como Objetos Espaciales Residentes o RSO).

El programa SSA es implementado como un programa ESA opcional con participación financiera de 14 Estados miembros. El programa empezó en 2009 y su mandato fue extendido hasta 2019. La segunda fase del programa recibió 46,5 millones de euros para el periodo 2013–2016.

## Segmentos

### Segmento de meteorología espacial
El principal objetivo del segmento de meteorología espacial (SWE) es detectar y pronosticar los fenómenos meteorológicos espaciales, evitar efectos adversos sobre los activos espaciales europeos y la infraestructura terrestre. Para lograrlo, el segmento se centra en la difusión de información meteorológica espacial en tiempo real, pronósticos y advertencias, respaldados por un archivo de datos, aplicaciones y servicios.
Los activos actualmente disponibles para el segmento consisten en múltiples sensores terrestres y espaciales que monitorizan el Sol, el viento solar y la magnetosfera, ionosfera y termosfera de la Tierra. Estos incluyen el satélite PROBA2 y el Observatorio Solar Kanzelhoehe en Austria.
El segmento está coordinado conjuntamente por el SWE Data Centre ubicado en la estación de Redu y por el SSA Space Weather Coordination Centre (SSCC), ambos en Bélgica.

### Segmento de objetos próximos a la Tierra
El segmento de objetos próximos a la Tierra (NEO) tiene como objetivo monitorizar y advertir de posibles impactadores terrestres y hacer un seguimiento de los objetos recién descubiertos.
Los activos actuales del segmento consisten en una combinación de telescopios profesionales y de aficionados, incluido el telescopio OGS, que están respaldados por bases de datos de seguimiento.
El plan es crear un sistema totalmente integrado que pueda proporcionar alertas a las autoridades civiles, incluyendo el telescopio NEOSTEL que estaría completado en 2020.
El segmento es operado por el SSA NEO Coordination Centre ubicado en el Centro de la ESA para la Observación de la Tierra en Frascati, Italia.

### Segmento de vigilancia espacial y seguimiento
El objetivo principal del segmento de vigilancia espacial y seguimiento (SST) es la detección, catalogación y predicción de las órbitas de los objetos que orbitan la Tierra. Es parte de un esfuerzo para evitar colisiones entre satélites en órbita y basura espacial, permitir reentradas seguras, detectar explosiones en órbita, asistir a las misiones espaciales en su lanzamiento, despliegue y fin de vida útil y, en general, reducir el coste del acceso al espacio. 
Actualmente, el segmento se basa principalmente en telescopios ópticos y radares europeos ya existentes. Aunque también se utilizan otros telescopios ópticos y radiotelescopios que tienen como función secundaria el rastreo de basura espacial.
Los sistemas SST radar incluyen los siguientes.
- Vigilancia
  - El radiotelescopio transitorio Northern Cross, localizado en el Observatorio Radiofónico de Medicina, el cual sirve como receptor en un sistema de radar biestático
  - El radar AN/FPS-132 Upgraded Early Warning, de antenas en fase con tres caras, localizado en RAF Fylingdales, el cual sirve como sistema monoestático.
  - El sistema GRAVES de vigilancia espacial basado en radar biestático, del Ejército del Aire francés
- Seguimiento
  - CAMRa, un radar en banda S con un plato parabólico orientable de 25 metros, localizado en el Observatorio Chilbolton, Reino Unido.
  - El radar de dispersión incoherente de EISCAT, capaz de monitorizar en 3D la atmósfera y la ionosfera
  - TIRA, un plato parabólico de 34 metros con un radar de seguimiento en banda L y un radar de imágenes en banda Ku.

Los sistemas SST ópticos incluyen los siguientes:
- Vigilancia
  - Telescopio OLS, en el Observatorio Astronómico de Mallorca
  - Starbrook y Starbrook Norte, localizados en RAF Troodos
  - Telescopio Fabra-ROA (TFRM), en la Sierra del Montsec
  - Telescopio robótico ZimSMART
- Seguimiento
  - Estación Graz de mediciones láser por satélite en el Observatorio Lustbühel
  - Matera Laser Ranging Observatory (MLRO) en Italia
  - Telescopio OGS en el Observatorio del Teide
  - Telescopios robóticos TAROT y TAROT-Sur en el Observatorio de La Silla
  - Telescopio ZIMLAT en el Observatorio de Zimmerwald
  - Telescopio ESA Flyeye en Sicilia, Italia[9]

Como parte del Programa de Conciencia Situacional Espacial, se desarrollarán nuevos radares de vigilancia apoyados por sistemas de sensores ópticos. El segmento está coordinado por el SSA Space Surveillance Test & Validation Centre (SSTC), localizado en el Centro Europeo de Astronomía Espacial (ESAC) en España.
La ESA informa sobre las aproximaciones de objetos próximos a la Tierra (NEOs) y de asteroides cercanos a la Tierra a través del centro de conciencia situacional espacial.